# Arniston House
Arniston House est une maison historique du Midlothian, en Écosse, près du village de Temple. Ce manoir géorgien est conçu par William Adam en 1726 pour Robert Dundas l'ancien (en), le Lord Président de la Cour de session. Le tiers ouest de la maison est ajouté par John Adam, fils de William et frère de Robert Adam, en 1753.

## Histoire
Les terres du domaine d'Arniston sont un parc de chasse royal au Moyen Âge et appartiennent plus tard aux Templiers, qui donnent leur nom au village voisin de Temple. Le domaine entre dans la famille Dundas en 1571, lorsqu'il est acheté par George Dundas du château de Dundas. Il laisse le domaine à un fils cadet, James, qui y construit une maison et un jardin clos vers 1620. Le domaine est agrandi et des améliorations sont  apportées par le petit-fils de James, Robert Dundas (décédé en 1726) à la fin du XVIIe siècle. Son fils Robert, plus tard Lord President, poursuit les améliorations et construit la maison actuelle.
Robert Dundas (1685-1753) est avocat et homme politique. Il est Solliciteur général pour l'Écosse de 1717 à 1720 et Lord Advocate de 1720 à 1725. Il est également député de 1722 à 1737. En 1726, il charge l'architecte William Adam de concevoir une nouvelle maison à Arniston. Adam travaille alors sur la maison voisine de Sir John Clerk à Mavisbank, mais Arniston devait être une maison un peu plus grande. Elle est construite sur les fondations de la maison d'origine du XVIIe siècle mais Dundas manque d'argent pendant les travaux de construction, qui ne sont achevés qu'après 1753. À cette époque, William Adam est mort et la conception de la partie ouest de la maison est faite par son fils aîné John Adam (1721–1792), pour le fils de Robert Dundas le Jeune (1713–1787).
En 1872, un nouveau hall d'entrée est ajouté sur la façade nord par les architectes Wardrop et Brown. La maison est toujours occupée par des membres de la famille Dundas qui, pendant les mois d'été, ouvrent la maison au public et organisent des visites guidées.

## Architecture
La maison est de trois étages sur sous-sol. La façade d'entrée de la maison est orientée au nord et comprend neuf travées. Les travées centrales présentent un ordre colossal de colonnes ioniques, surmontées d'un fronton, tandis que les deux travées extérieures à chaque extrémité sont légèrement en avant. Des pavillons, reliés par des couloirs en diagonale, encadrent au nord un parvis dans lequel s'avance le hall d'entrée du XIXe siècle. Le sud, côté jardin, est plus sobre, avec un fronton mais pas de colonnes. Les armoiries royales d'Écosse dans le fronton peuvent provenir du Parlement à Édimbourg, qui est refait au début du XIXe siècle à peu près au même moment où le porche et l'escalier sont ajoutés. Dans l'ensemble, la conception de la maison montre l'influence de James Gibbs, et particulièrement de son Down Hall, Essex.
Les intérieurs les plus importants sont le salon à galerie de deux étages de William Adam, avec des plâtres décoratifs de Joseph Enzer, et la salle à manger et le salon rococo des frères Adam. Il y a des portraits de famille de Sir Henry Raeburn et Allan Ramsay.

## Parc
William Adam conçoit un parc semi-formel autour de la maison, en s'appuyant sur le paysage formel de la fin du XVIIe siècle. Cela est progressivement changé au cours du XVIIIe siècle pour une disposition plus informelle. Le paysagiste Thomas White (1736–1811) planifie un nouveau parc en 1791, dans le style informel de Capability Brown, et la plantation se poursuit jusqu'au XIXe siècle. Un jardin à la française du XIXe siècle occupe le site de la nature sauvage du XVIIIe siècle.